# Аполипопротеин A4
Аполипопротеин A4 (АпоА-IV, англ. Apolipoprotein A-IV, ApoA-IV) — аполипопротеин плазмы крови. Один из основных белков хиломикронов человека. АпоА-IV — амфифильный переносимый белок липопротеинов.

## Структура и роль
АпоA4 препротеин содержит 396 аминокислот, после протеолитического процессинга препротеин превращается в зрелый белок с молекулярной массой 46 кДа. АпоА4 находится как правило в ассоциации с хиломикронами, но легко диссоциирует от них и может находиться в свободном состоянии в плазме. Является также минорным компонентом ЛПВП. Он синтезируется в печени и кишечнике. АпоА4 способен активировать лецитинхолестеринацилтрансферазу (ЛХАТ). Однако, физиологическая роль апоА4 не ясна.

## Ген
Ген APOA4, кодирующий белок апоА4 человека, локализуется в хромосоме 11 и находится в кластере аполипопротеинов апоА1/апоС3/апоA4/апоА5. Содержит 3 экзона, разделённые 2 интронами. Гены, кодирующие белки апоА1, апоА3 и апоА4, произошли от одного гена-предшественника. Полиморфизм АРОА4 (аллель АРОА4*2,GLN360HIS) ранее связывали с повышенным уровнем холестерина и пониженными триглицеридами в крови, что не подтвердилось в более поздних исследованиях.